# Collada (Speicherformat)
Collada (COLLAborative Design Activity) ist ein XML-basiertes offenes Dateiformat für den Datenaustausch zwischen 3D-Programmen. Es umfasst nicht nur Modelle und Texturen, sondern auch Einstellungen und angewandte Veränderungsschritte.
An der Entwicklung und Spezifikation des Formates sind verschiedene Hersteller von 3D-Programmen beteiligt. Aber auch Communitys, wie die um das Open-Source-Programm Blender, wurden eingeladen das Format zu unterstützen und zu erweitern.
Collada-Dateien tragen die Dateiendung .dae (digital asset exchange) und werden über ein XML Schema strukturiert. Collada befindet sich seit Oktober 2008 in Version 1.5.0.